# Birte Meier

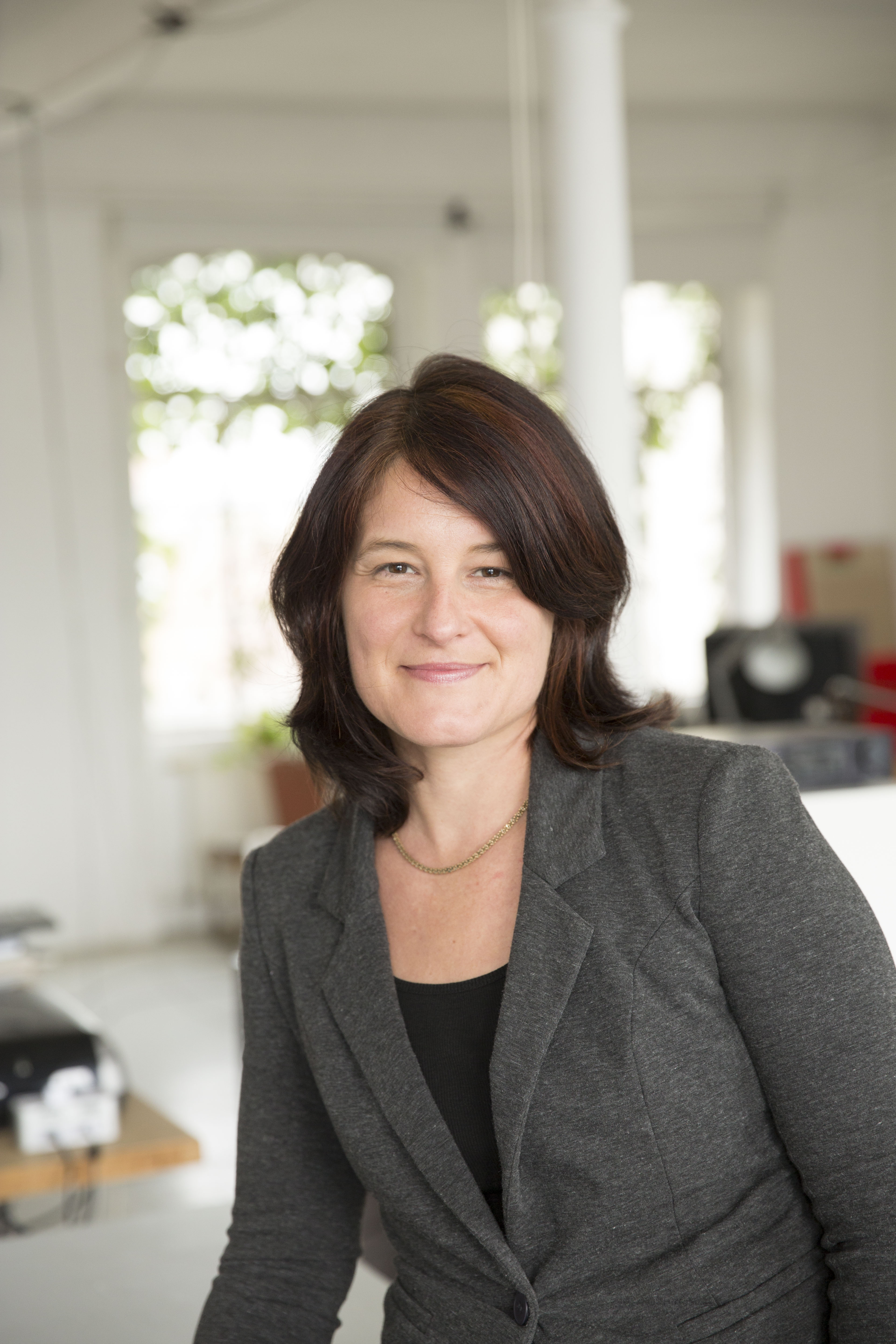
Birte Meier (2015)

Birte Meier (geboren 1971) ist eine deutsche Investigativ-Journalistin und Fernsehautorin. Für ihre Reportagen und Dokumentationen erhielt sie mehrfach Medienpreise. Bundesweite Bekanntheit erlangte sie durch einen Prozess für Lohngleichheit gegen das ZDF, in dem sie 2020 ein Grundsatzurteil  vor dem Bundesarbeitsgericht erstritt. 2023 zahlte ihr das ZDF im Rahmen eines Vergleichs eine Summe in unbekannter Höhe.

## Beruf
Nach dem Abitur studierte Birte Meier ab 1991 Gesellschafts- und Wirtschaftskommunikation an der Universität der Künste Berlin. 1993 wechselte sie zur Freien Universität Berlin, wo sie die Fächer Nordamerikastudien, Publizistik und Neuere Geschichte studierte und 1998 ihr Studium als Magistra Artium abschloss. Ein Stipendium der FU Berlin ermöglichte ihr 1996/97 einen zweisemestrigen Studienaufenthalt an der University of Chicago.
Ab April 1998 arbeitete Meier bei der Produktionsfirma Kobalt als Redakteurin und Autorin für die Sendungen Polylux (ORB) und Tracks (Arte). Seit 2000 veröffentlichte sie als freie Autorin Gesellschafts- und Kulturbeiträge für verschiedene Magazine von ARD, Arte, NDR und WDR. Daneben schrieb sie u. a. für die Frankfurter Rundschau und Berliner Zeitung. Schon sehr frühzeitig interessierte sie sich für neu entstehende Online-Formate, entwickelte Konzepte, u. a. für ein Wissensportal.
Von Februar 2005 bis Februar 2007 war Meier Reporterin für Spiegel-TV, anschließend fest-freie Mitarbeiterin beim ZDF-Magazin Frontal 21, anfangs als Online-, ab 2008 als TV-Redakteurin, ab 2010 als Redakteurin mit besonderer Verantwortung. Sie vertrat den Chef vom Dienst und die Studioleitung im ZDF-Studio Singapur und veröffentlichte regelmäßig gemeinsam mit Kolleginnen und Kollegen investigative Beiträge mit aufwendiger Recherche.
Als Frontal 21-Redakteurin produzierte sie Wirtschaftsreportagen und politische Hintergrundbeiträge; so drehte sie zusammen mit Christian Esser die Dokumentation „Die große Samwer-Show – Die Milliarden-Geschäfte der Zalando-Boys“, deckte mit ihm den „Rent-a-Sozi“-Skandal einer SPD-Tochterfirma auf, die Termine bei SPD-Ministern gegen Geld anbot, und berichtete über die massenhafte Vernichtung von Retouren bei Amazon.
2020 wurde sie auf Wunsch der Chefredaktion dem Programmbereich Information, Gesellschaft und Leben zugeordnet und erstellte  dort die Dokumentation „Billigfleisch um jeden Preis – Das System Tönnies“ (mit Leonie Schöler).
Im Oktober 2022 wechselte Meier mit ihren Kollegen Manka Heise und Christian Esser als Chefreporterin Investigativ zu RTL News und veröffentlicht dort crossmedial, auch für den Stern. Gemeinsam entwickelten sie das crossmediale Format Stern Investigativ, dessen Recherchen im TV, in der Printausgabe, in einem Podcast sowie online veröffentlicht werden.
Birte Meier setzt sich seit Jahren öffentlich für das Thema Equal Pay ein und referiert dazu in verschiedenen Netzwerken und bei öffentlichen Veranstaltungen. Ihre Recherchen zum Thema Equal Pay und ihre jahrelange juristische Auseinandersetzung mit dem ZDF um Lohngleichheit hat sie 2023 in dem Buch Equal Pay Now! Endlich gleiches Gehalt für Frauen und Männer veröffentlicht.

## Auszeichnungen und Stipendien
- 1999: Stipendium des Deutsch-Französischen Jugendwerk für Aufenthalt in Frankreich
- 2009: Kellen Fellow des American Council on Germany für Recherchereise in die USA[5]
- 2012: Medienbotschafterin, Robert Bosch Stiftung für journalistischen Aufenthalt in China
- 2013: Journalist-in-Residence für Forschung zur Bildungsrepublik am Wissenschaftszentrum Berlin[6]
- 2015: Deutscher Wirtschaftsfilmpreis, 1. Platz für die Dokumentation „Die große Samwer-Show“ (mit Christian Esser)[7]
- 2017: Rose mit Stachel, Medienpreis von ProQuote Medien für ihre „Courage beim Kampf für gleiche Bezahlung“[8]
- 2018: Preis für ausgezeichneten Wirtschaftsjournalismus der Friedrich und Isabel Vogel-Stiftung für „Retouren für den Müll“ (mit Astrid Randerath und Christian Esser)[9]
- 2019: Umweltmedienpreis der Deutschen Umwelthilfe für die Frontal21-Reportage „Retouren für den Müll – Schrottplatz Amazon“ (mit Astrid Randerath, Christian Esser und Ilka Brecht)[10]
- 2020/21: Thomas-Mann-Fellowship für einen Recherche-Aufenthalt im ehemaligen Wohnhaus der Familie Mann in Los Angeles[11]
- 2023: Bellagio-Resident, Recherche-Aufenthalt zum Thema Gender Equality von The Rockefeller Foundation
- 2023: Top 10 des Medium Magazins in der Kategorie Team und in der Kategorie Reportage national[12]
- 2024: Preisträgerin Deutscher Journalistenpreis in der Kategorie Mobilität und Logistik für das Stern/RTL-Investigativteam mit Emin Aiche, Valeria Bajaña Bilbao, Moritz Dickentmann, Christian Esser, Manka Heise, Tina Kaiser, Karolina Kaltschnee, Birte Meier, Marc Neller, Kristina Ratsch, Kim Lucia Ruoff für die Investigativ-Reportage „Inside Tesla“[13], ebenso den 2. Preis beim Otto-Brenner-Preis für „Inside Tesla“[14] sowie den Helmut-Schmidt-Journalistenpreis[15]

### Nominierungen
- 2015: für Ernst-Schneider-Preis, Shortlist, für „Die große Samwer-Show“[16]
- 2015: für Prix Europa für „Die große Samwer-Show“
- 2019: für Juliane Bartel-Preis für den Frontal21-Beitrag „Kinder kriegen für die Rente“ (mit Leonie Schöler und Christian Esser)
- 2023: für Frau der Stunde, Emotion Award
- 2023: für Deutscher Reporter:innen-Preis 2023 in der Kategorie Investigation über den Autobauer Tesla (gemeinsam mit Tina Kaiser, Emin Aiche, Valeria Bajaña Bilbao, Christian Esser, Moritz Dickentmann, Manka Heise, Karolina Kaltschnee, Marc Neller, Kristina Ratsch, Kim Lucia Ruoff)
- 2024: für Brigitte Award in der Kategorie Impulsgeberin

## Lehre, Vorträge und Engagement
Birte Meier unterrichtet an der Katholischen Journalistenschule in München sowie an der Deutschen Richterakademie und wählt als Jury-Mitglied journalistische Stipendiatinnen und Stipendiaten für die Studienstiftung des Deutschen Volkes und das Wissenschaftszentrum Berlin aus. Sie spricht regelmäßig auf Panels und Tagungen, meist zum Thema Equal Pay, und moderiert.

## Publikationen
- Equal Pay Now! The “Gender Pay Gap” in Transatlantic Perspective. Birte Meier in Conversation with Heike Paul. In: Cedric Essi, Heike Paul, Boris Neumann (Hrsg.): Common Grounds? American Democracy after Trump. Amerikastudien/American Studies Jahrgang 66 (2021), Ausgabe 1, Universitätsverlag Winter, Heidelberg 2021.
- Equal Pay Now! Endlich gleiches Gehalt für Frauen und Männer. Goldmann, München 2023, ISBN 978-3-442-17984-8.
- Equal Pay is a Girl ́s Best Friend. In: Nikolai Blaumer, Benno Herz (Hrsg.): Das Thomas Mann House. Politischer Denkort am Pazifik. Wallstein, Göttingen 2023, ISBN 978-3-8353-5531-6.

## Juristische Auseinandersetzung mit dem ZDF um Lohngleichheit
Ihre Beschäftigung mit Gesellschafts- und Wirtschaftsthemen führte Meier zum Thema der Lohnungerechtigkeit zwischen Männern und Frauen. Dabei fand sie heraus, dass sie als fest-freie Mitarbeiterin innerhalb der Redaktion Frontal12 deutlich schlechter bezahlt wurde als männliche Kollegen mit gleichem Status, gleichem Aufgabenspektrum und sogar geringerer Berufserfahrung. 2015 klagte sie deshalb wegen Entgeltdiskriminierung gegen das ZDF und forderte die gleiche Bezahlung wie ihre männlichen Kollegen.
Im Februar 2017 unterlag Meier mit ihrer Klage beim Arbeitsgericht Berlin. Einem Vergleichsvorschlag, gegen Zahlung einer Abfindung die Redaktion zu verlassen, hatte Meier nicht zugestimmt.
Mit juristischer Unterstützung der Gesellschaft für Freiheitsrechte (GFF) ging das Verfahren in die zweite Instanz. Das Landesarbeitsgericht Berlin wies es am 5. Februar 2019 auch ab: Die Journalistin habe nicht belegen können, dass sie ein niedrigeres Gehalt als ihre männlichen Kollegen beziehe, weil sie eine Frau sei und deswegen diskriminiert werde.
Meier stützte sich in ihrer Klage gegen das ZDF auch auf das Entgelttransparenzgesetz, das seit 2017 in Deutschland gilt und einen Auskunftsanspruch vorsieht. Allerdings käme das Gesetz nach Auffassung des Landesarbeitsgerichts bei ihr nicht zur Anwendung, da sie aufgrund ihres Status als fest-freie Mitarbeiterin des ZDF nur als arbeitnehmerähnliche Person gelte und daher keine Auskunft über die Gehälter ihrer Kollegen verlangen könne.
Dies korrigierte das Bundesarbeitsgericht und gab der Klägerin am 25. Juni 2020 recht, als es über ihre Revision zum Entgelttransparenzgesetz entschied. Im Urteil heißt es: „Die Klägerin kann von der Beklagten (...) Auskunft über die Kriterien und Verfahren der Entgeltfindung verlangen, da sie als freie Mitarbeiterin der Beklagten ‚Arbeitnehmerin‘ (...) und damit Beschäftigte (...) ist.“ Das ZDF musste schließlich gegenüber dem Landesarbeitsgericht Berlin eine Gehaltsauskunft erteilen, aus der hervorging, dass die Klägerin erheblich weniger verdient hatte als männliche Kollegen in vergleichbarer Position und mit vergleichbaren Arbeitsaufgaben. Demnach verdienten männliche Kollegen im Jahr 2017 im Mittel monatlich 800 Euro mehr und erhielten darüber hinaus Leistungszulagen, die der Klägerin verwehrt wurden. In den Folgejahren wurde diese Differenz noch größer, so die GFF.
Dennoch zahlte das ZDF der Journalistin nicht mehr Gehalt. Birte Meiers Beschwerde vor dem Bundesverfassungsgericht wurde aus formalen und Zuständigkeitsgründen abgelehnt. Denn in der Zwischenzeit hatte eine andere Klägerin ein weiteres Präzedenzurteil erreicht, das Meier ermögliche, erneut vor dem Arbeitsgericht zu klagen, so das Bundesverfassungsgericht: „Die Zahlungsklage könnte daher Erfolg haben. Dass dem andere Gründe entgegenstünden, ist jedenfalls aus den Darlegungen nicht erkennbar.“
Diese erneute Zahlungsklage vor dem Berliner Arbeitsgericht endete im Sommer 2023 mit einem Vergleich. Die Gesellschaft für Freiheitsrechte bezeichnete es als „Skandal, dass (Birte Meier) so viele Jahre kämpfen musste, um endlich Geld zu sehen.“

## Mitgliedschaften
- Netzwerk Recherche
- ProQuote Medien
- Reporter ohne Grenzen